# STUDIO VOICE
『STUDIO VOICE』（スタジオボイス）は、1976年9月に創刊された日本の月刊カルチャー雑誌である。発行元はINFASパブリケーションズ（旧：株式会社流行通信→株式会社流行通信社）。

## 概要
1976年、ブティック&カット・サロン「STUDIO V」のスタッフと『流行通信』の川村容子が集められ創刊。編集長は森英恵の長男でハナエモリでメディア部門を担当していた森顕。当初はタブロイド判の新聞の体裁をとっており、アンディ・ウォーホルによって創刊された『Interview』誌と提携して、インタビューを主な内容としていた。
1979年に、雑誌として書店で販売されることになった。1980年代初期には、上記『Interview』誌と同様に毎号、文化人や芸能人など時の人を「今号主役」として採り上げ、坂田栄一郎撮影による表紙とグラビア写真とともにロングインタビューが掲載された。
最盛期の発行部数は約10万部であったが、その後は部数が減少し広告収入も落ち込んだことから、2009年8月6日発売の2009年9月号（通巻405号）をもって休刊した。ただし、オンライン版の「STUDIO VOICE ONLINE」は継続されている。その後、2012年11月、2013年9月に特別号が発売された。
2010年6月より、App StoreでiPhone/iPod touch専用アプリ「STUDIO VOICE」をリリース。同年7月からはコンテンツを一新した月刊マガジンとしてのリリースがスタートした。
2015年4月20日に年2回刊行として復刊した。

## 歴代編集長
- 森顕
- 野間けい子
- 佐山一郎
- 林彰
- 大久保博則
- コリーヌ・ブレ
- 江坂健
- 松山晋也
- 加藤陽之
- 品川亮